# ديفيد إم. ليفينسون
ديفيد إم. ليفينسون (بالإنجليزية: David M. Levinson)‏ هو مهندس أمريكي، ولد في 1967 في بالتيمور في الولايات المتحدة.

## وصلات خارجية
- الموقع الرسمي